# Teodora Inácia Gomes
Teodora Inácia Gomes (Quinara, Guiné-Bissau - 13 de Setembro de 1944) é uma guineense, ex-combatente pela Independência da Guiné-Bissau do domínio português, deputada do Partido Africano da Independência da Guiné e Cabo Verde (PAIGC) e lutadora pelos direitos da mulher.

## Biografia
Teodora Inácia Gomes, apelidada de “Obono” por seus familiares, nasceu em Empada, região de Quínara, sul da Guiné-Bissau. Filha, entre quatro irmãos, de Inácio Pedro Gomes, de Bissau, de etnia Manjaca e de Nhanha da Silva, de etnia Bijago. Teodora foi educada de acordo com a cultura cristã e professava a religião católica tal como todos os membros da sua família.
Seu pai, quando jovem, foi para Portugal, para a cidade do Porto, e foi dos poucos africanos na época que estudou fora da então colónia. Ocupou cargos de prestígio, tinha importantes contatos com o Partido Comunista Português e fez parte dos primeiros anos da organização armada do movimento de libertação. Sua mãe vem de uma etnia cuja organização social é fundamentalmente de tipo matriarcal e também foi militante da luta armada.
Teodora sublinha a importância que a relação com seu pai teve na sua formação política, tendo sido ele o responsável pela sua mobilização para a luta armada, em 1962, aos 18 anos de idade.

## Percurso
Em 1962, Teodora entrou para a luta armada e para as fileiras do PAIGC, movimento que entre outros princípios, estabelecia a igualdade entre os homens e as mulheres, afirmando que “os homens e as mulheres gozam dos mesmos direitos na família, no trabalho e nas atividades públicas”
No PAIGC, Teodora trabalhou de perto com Amílcar Cabral e colaborou com este na redação dos estatutos dos pioneiros Abel Djassi. Teodora exerceu ainda cargos em estruturas sociais no âmbito da saúde como socorrista e foi professora das escolas de mato, nas zonas libertadas que iam surgindo.
Teodora foi uma das principais mulheres envolvidas no combate pela Independência da Guiné-Bissau tendo lutado ao lado de Titina Silá, em 1963. Até hoje, o dia 30 de Janeiro, dia da morte de Titina Silá durante a travessia do Rio de Farim, é comemorado nacionalmente como o Dia Nacional da Mulher Guineense.
É em 1963, em Agosto, que Teodora e Titina Silá vão juntas para a antiga União Soviética fazer um estágio político. Teodora, tal como as outras mulheres combatentes pela independência, tinham formação militar tendo esta, inclusive, chefiado uma equipa de 95 jovens mulheres para garantir a alimentação da guerrilha. Enquanto chefe, Teodora também dava aulas em que explicava as razões pelas quais lutavam pela independência e porque combatiam a exploração capitalista.
Em 1964, Teodora recebeu uma bolsa de estudos e foi estudar para Kiev, na Ucrânia. Durante a sua estadia em Kiev, Teodora participou em movimentos sociais de cariz juvenil e feminino e participou no desenvolvimento de atividades políticas difundindo os ideais e objetivos do movimento de libertação e da luta armada do PAIGC.
Em 1966, Teodora volta para Conacri, onde manteve as suas atividades como professora no Jardim Escola de Ratoma (Instituto Amizade). Em 1969, é nomeada como diretora desta escola tendo exercido estas funções até 1971.
Depois da independência da Guiné Bissau, Teodora foi deputada na Assembleia Nacional Popular da Guiné-Bissau, pelo PAIGC.
Teodora foi também uma ativista feminista que lutou pela defesa dos direitos das mulheres, participando diretamente na aprovação, na Assembleia Nacional Popular da Guiné-Bissau, da lei contra a mutilação dos órgãos genitais femininos. Além desta lei, Teodora apresentou e defendeu outras propostas de lei como as leis sobre selos de combatente da liberdade da pátria, a lei sobre a saúde reprodutiva, a lei sobre o tráfico de menores, a lei sobre o planeamento familiar e a lei sobre a violência contra as mulheres.
Teodora, participa numa ONG que trabalha na sensibilização dos partidos políticos para o aumento do número de mulheres nos vários órgãos de governo.